# Rhétorique de la thérapie
La rhétorique thérapeutique ou rhétorique de la thérapie est un concept développé par l'universitaire américaine Dana L. Cloud pour désigner « un ensemble de discours politiques et culturels qui empruntent le vocabulaire de la psychothérapie – un langage centré sur la guérison, l'adaptation et le rétablissement de l'ordre préexistant – mais appliqué à des contextes de conflits sociaux et politiques ».
Cloud a argumenté que la rhétorique thérapeutique incite les individus à se concentrer sur leur propre bien-être et leur vie privée, plutôt que de chercher à réformer les systèmes sociaux et politiques défaillants. Cette forme de persuasion est principalement employée par des politiciens, des gestionnaires, des journalistes et des artistes pour faire face à la crise du rêve américain. Cloud a affirmé que « le modèle discursif qui transforme les problèmes sociaux et politiques en un langage centré sur la responsabilité individuelle et la guérison constitue une rhétorique en raison de sa grande capacité de persuasion », et qu'il s'agit d'une rhétorique de « thérapie » en raison de « son insistance sur la vie personnelle de l'individu comme étant à la fois l'origine du problème et le lieu de la responsabilité du changement ».

## Fonctions
Selon Cloud, la rhétorique de la thérapie remplit deux fonctions principales : (1) inciter à la conformité avec l'ordre social dominant et (2) promouvoir l'adhésion aux valeurs thérapeutiques telles que l'individualisme, le familialisme, l'auto-assistance et l'égocentrisme. Il s'adresse aux individus confrontés au chômage, au stress familial, à la violence sexuelle et domestique, à la maltraitance infantile, ainsi qu'à d'autres traumatismes causés par l'hégémonie systémique, tels que l'oppression des femmes, le racisme et le capitalisme.

## Histoire
Les racines du discours thérapeutique, ainsi que de la publicité et d'autres formes culturelles consuméristes, remontent à l'industrialisation de l'Occident au XVIIIe siècle. L'accent mis sur l'accumulation de richesses durant cette période a donné naissance à un discours centré sur « l'autodétermination démocratique des individus, vus comme des sujets autonomes, capables de s'exprimer et de compter sur eux-mêmes », ou plus simplement, sur l'image du « self-made man ». Cloud a affirmé que la rhétorique du self-made man a été utilisée pour dissimuler la polarisation croissante entre les classes possédantes et ouvrières, en cachant le fait que le succès par autodétermination n'a jamais été une véritable option pour les Noirs, les immigrants, la classe ouvrière et les femmes. En conséquence, le discours sur la responsabilité personnelle, l'adaptation et la guérison n'a pas libéré la classe ouvrière, les pauvres ou les marginalisés, mais a plutôt servi à convaincre ces groupes qu'ils étaient seuls responsables de leur situation. Ainsi, la rhétorique thérapeutique a détourné l'attention des véritables maux sociaux.
Un mouvement majeur issu de la rhétorique de la thérapie est le mouvement self-help (développement personnel), qui incitait ses adeptes à prendre la responsabilité personnelle de résoudre leurs problèmes tout en ignorant les enjeux liés à la race, à la classe sociale et au genre. Le double objectif de ce mouvement particulier – la santé mentale et la pensée positive – est démontré dans l’un des livres phares de cette période, The Power of Positive Thinking de Norman Vincent Peale.
Cloud a examiné plusieurs études de cas pour illustrer comment l'ordre établi est préservé en transférant la responsabilité des défaillances du système hégémonique sur l'individu. Selon Cloud, la rhétorique des valeurs familiales attribue les maux sociaux à la disparition de la famille "traditionnelle". La rhétorique thérapeutique sert ainsi à détourner l'attention des problèmes engendrés par les systèmes hégémoniques, en soutenant l'idée que la réintroduction de la structure familiale traditionnelle conduira à une société plus harmonieuse.
Un autre exemple de rhétorique thérapeutique que Cloud analyse concerne la couverture médiatique étendue des groupes soutenant la guerre du Golfe. Cloud soutient que les médias ont délibérément mis l'accent sur ces groupes dans le but de susciter la culpabilité, la honte, le blâme et l'anxiété chez ceux qui s'opposaient publiquement à la guerre. Selon Cloud, il s'agissait d'une tentative de la part du gouvernement de contrôler la perception et la réaction de la nation face à une guerre que beaucoup considéraient comme injuste. Dans de tels contextes, la rhétorique thérapeutique sert à minimiser la possibilité de résistance collective et à renforcer l'acceptation des structures sociales et politiques dominantes.